# Париж (Башкортостан)
Пари́ж (баш. Париж) — деревня в Кигинском районе Башкортостана, входит в состав Нижнекигинского сельсовета.

## Географическое положение
Расстояние до:
- районного центра (Верхние Киги): 22 км,
- центра сельсовета (Нижние Киги): 5 км,
- ближайшей ж/д станции (Сулея): 65 км.

## Население
| 2002 | 2009 | 2010 |
| ---- | ---- | ---- |
| 25   | ↘20  | ↗25  |